# Lissocephala pulchra
Lissocephala pulchra är en tvåvingeart som beskrevs av Tsacas 1981. Lissocephala pulchra ingår i släktet Lissocephala och familjen daggflugor.
Artens utbredningsområde är Elfenbenskusten. Inga underarter finns listade i Catalogue of Life.